# Mary Fowkes
Mary Fowkes (n. 1 noiembrie 1954, Clayton⁠(d), Comitatul Jefferson, New York, New York, SUA – d. 15 noiembrie 2020, Katonah⁠(d), Westchester County, New York, SUA) a fost un medic și neuropatolog american. Este cunoscută pentru autopsiile pe care le-a efectuat asupra victimelor de COVID-19 în faza incipientă a pandemiei; munca sa a contribuit semnificativ la identificarea efectelor pe termen lung ale noului coronavirus. Datorită descoperirii de către Fowkes a faptului că la multe victime au cedat multiple organe interne, a fost înaintată recomandarea de a utiliza anticoagulante în timpul tratamentului.

## Copilărie și studii
Fowkes s-a născut la Clayton, New York la 1 noiembrie 1954, în familia lui Isabel și Glen Fowkes. Mama era asistentă socială, iar tatăl lucra în asigurări. A crescut în Syracuse, New York și a absolvit Colegiul de Studii ale Mediului din Syracuse de pe lângă State University of New York. Ulterior, a fost admisă la doctorat la SUNY Upstate Medical University.
A făcut practică la Centrul Medical Beth Israel Deaconess și a urmat o bursă de neuropatologie la Școala de Medicină a New York University, cât și una de patologie criminalistică la biroul coronerului-șef al orașului New York. S-a angajat ca profesor asistent de patologie la Școala de Medicină Icahn a Spitalului Mount Sinai din Manhattan, New York, iar mai târziu a deveni director de neuropatologie la această instituție.

## Cercetare
Fowkes și echipa sa de la Școala de Medicină Icahn a Spitalului Mount Sinai din Manhattan au studiat primele victimele COVID-19, într-o perioadă în care încă nu erau cunoscute multe lucruri despre virus și impactul acestuia. Concluziile preliminare ale specialiștilor din toată lumea erau că impactul bolii ar fi în mare parte asupra aparatului respirator, limitat la plămâni. Fowkes însă a constatat, prin efectuarea autopsiilor, că virusul afectează nu numai plămânii, ci și celelalte organe vitale ale pacienților; astfel echipa sa a conchis că virusul probabil circulă prin corp utilizând celulele endoteliale din vasele sangvine. La pacienții studiați au fost descoperite trombusuri microscopice în câteva organe, inclusiv plămâni și inimă, dar semnificative în creier, indicând că pacienții suferiseră accidente vasculare cerebrale. Aceste observații au fost reproduse într-un grup divers de victime, inclusiv tinere, cărora accidentele vasculare cerebrale nu le sunt caracteristice.
Rezultatele autopsiilor efectuate de Fowkes și echipa ei au condus la utilizarea crescută a anticoagulantelor în tratament, ceea ce a ameliorat starea multor pacienți.

## Lucrări
- Fowkes, Mary; Cordon-Cardo, Carlos;  et al. (22 mai 2020). „Pathophysiology of SARS-CoV-2: targeting of endothelial cells renders a complex disease with thrombotic microangiopathy and aberrant immune response. The Mount Sinai COVID-19 autopsy experience”. medRxiv (în engleză): 2020.05.18.20099960. doi:10.1101/2020.05.18.20099960.

## Deces
Fowkes a murit la 15 noiembrie 2020 din cauza unui infarct miocardic. Se afla în casa ei din Katonah, New York. Avea 66 de ani.